# Desafío de Clubes UEFA-Conmebol 2023
El Desafío de Clubes UEFA-Conmebol 2023 fue la primera y, hasta el momento, la única edición del certamen. El encuentro se disputó entre el Sevilla de España como ganador de la Liga Europa de la UEFA 2022-23 y el Independiente del Valle de Ecuador como ganador de la Copa Sudamericana 2022, en el estadio Ramón Sánchez-Pizjuán, en la ciudad de Sevilla, el 19 de julio.
El Sevilla se llevó la primera edición del torneo, ganando en la definición por penales (4-1), después de haber empatado 1-1 en el tiempo regular.

## Participantes
|  |  | Sevilla                 |  | Campeón de la Liga Europa de la UEFA 2022-23 |
|  |  | Independiente del Valle |  | Campeón de la Copa Sudamericana 2022         |

## Sede
El estadio Ramón Sánchez-Pizjuán fue sede del partido de la edición piloto.
| España              |                               |                               |                               |
| Ciudad              | Estadio                       |                               |                               |
| Sevilla             | Estadio Ramón Sánchez-Pizjuán | Estadio Ramón Sánchez-Pizjuán | Estadio Ramón Sánchez-Pizjuán |
|                     |                               |                               |                               |
| 43 883 espectadores |                               |                               |                               |

## Partido
| Bandera de España | vs. | Bandera de Ecuador            |
| Sevilla 1 (4)     | vs. | Independiente del Valle 1 (1) |
| ----------------- | --- | ----------------------------- |

## Ficha del partido
| 1          | Guardameta     | Marko Dmitrović      |     |
| 35         | Defensa        | Juanlu Sánchez       |     |
| 14         | Defensa        | Tanguy Nianzou       |     |
| 37         | Defensa        | Kike Salas           |     |
| 3          | Defensa        | Adrià Pedrosa        | 65' |
| 8          | Centrocampista | Joan Jordán          |     |
| 38         | Centrocampista | Manu Bueno           | 77' |
| 7          | Centrocampista | Suso                 | 60' |
| 24         | Centrocampista | Alejandro Gómez      |     |
| 21         | Centrocampista | Óliver Torres        |     |
| 41         | Delantero      | Isaac Romero         | 77' |
| Entrenador | Entrenador     | José Luis Mendilibar |     |

| 1          | Guardameta     | Moisés Ramírez       |     |
| 14         | Defensa        | Mateo Carabajal      |     |
| 80         | Defensa        | Julio Ortiz          |     |
| 2          | Defensa        | Agustín García Basso |     |
| 13         | Centrocampista | Matías Fernández     |     |
| 16         | Centrocampista | Cristian Pellerano   | 83' |
| 8          | Centrocampista | Lorenzo Faravelli    |     |
| 9          | Centrocampista | Kevin Rodríguez      | 72' |
| 7          | Centrocampista | Jordy Alcívar        | 72' |
| 10         | Centrocampista | Junior Sornoza       | 60' |
| 19         | Delantero      | Lautaro Díaz         | 46' |
| Entrenador | Entrenador     | Martín Anselmi       |     |

| 28 | Delantero      | Oussama Idrissi  | 60' |
| 18 | Defensa        | Federico Gattoni | 65' |
| 32 | Centrocampista | Pedro Ortiz      | 77' |
| 36 | Delantero      | Iván Romero      | 77' |

| 17 | Defensa        | Gustavo Cortez         | 46' |
| 11 | Centrocampista | Michael Hoyos          | 60' |
| 4  | Defensa        | Anthony Landázuri      | 72' |
| 18 | Delantero      | Marcelo Moreno Martins | 72' |
| 15 | Defensa        | Beder Caicedo          | 83' |

| Anotado | 90+1' | Pedro Ortiz | 1-1 |

| Anotado | 10' | Lautaro Díaz | 0-1 |

| Joan Jordán     | Acierto de penal | 1:0 |                  |                        |
|                 |                  | 1:0 | Fallo de penal   | Lorenzo Faravelli      |
| Iván Romero     | Acierto de penal | 2:0 |                  |                        |
|                 |                  | 2:1 | Acierto de penal | Michael Hoyos          |
| Oussama Idrissi | Acierto de penal | 3:1 |                  |                        |
|                 |                  | 3:1 | Fallo de penal   | Marcelo Moreno Martins |
| Alejandro Gómez | Acierto de penal | 4:1 |                  |                        |

| Amonestado | 44' | Junior Sornoza |
| Amonestado | 90' | Moisés Ramírez |

| Árbitro             | Rade Obrenovič       |
| Árbitros asistentes | Tomaž Klančnik       |
| Árbitros asistentes | Aleksandar Kasapovič |
| Cuarto árbitro      | Simone Sozza         |

| 1          | Guardameta     | Marko Dmitrović      |     |
| 35         | Defensa        | Juanlu Sánchez       |     |
| 14         | Defensa        | Tanguy Nianzou       |     |
| 37         | Defensa        | Kike Salas           |     |
| 3          | Defensa        | Adrià Pedrosa        | 65' |
| 8          | Centrocampista | Joan Jordán          |     |
| 38         | Centrocampista | Manu Bueno           | 77' |
| 7          | Centrocampista | Suso                 | 60' |
| 24         | Centrocampista | Alejandro Gómez      |     |
| 21         | Centrocampista | Óliver Torres        |     |
| 41         | Delantero      | Isaac Romero         | 77' |
| Entrenador | Entrenador     | José Luis Mendilibar |     |

| 1          | Guardameta     | Moisés Ramírez       |     |
| 14         | Defensa        | Mateo Carabajal      |     |
| 80         | Defensa        | Julio Ortiz          |     |
| 2          | Defensa        | Agustín García Basso |     |
| 13         | Centrocampista | Matías Fernández     |     |
| 16         | Centrocampista | Cristian Pellerano   | 83' |
| 8          | Centrocampista | Lorenzo Faravelli    |     |
| 9          | Centrocampista | Kevin Rodríguez      | 72' |
| 7          | Centrocampista | Jordy Alcívar        | 72' |
| 10         | Centrocampista | Junior Sornoza       | 60' |
| 19         | Delantero      | Lautaro Díaz         | 46' |
| Entrenador | Entrenador     | Martín Anselmi       |     |

| 28 | Delantero      | Oussama Idrissi  | 60' |
| 18 | Defensa        | Federico Gattoni | 65' |
| 32 | Centrocampista | Pedro Ortiz      | 77' |
| 36 | Delantero      | Iván Romero      | 77' |

| 17 | Defensa        | Gustavo Cortez         | 46' |
| 11 | Centrocampista | Michael Hoyos          | 60' |
| 4  | Defensa        | Anthony Landázuri      | 72' |
| 18 | Delantero      | Marcelo Moreno Martins | 72' |
| 15 | Defensa        | Beder Caicedo          | 83' |

| Anotado | 90+1' | Pedro Ortiz | 1-1 |

| Anotado | 10' | Lautaro Díaz | 0-1 |

| Joan Jordán     | Acierto de penal | 1:0 |                  |                        |
|                 |                  | 1:0 | Fallo de penal   | Lorenzo Faravelli      |
| Iván Romero     | Acierto de penal | 2:0 |                  |                        |
|                 |                  | 2:1 | Acierto de penal | Michael Hoyos          |
| Oussama Idrissi | Acierto de penal | 3:1 |                  |                        |
|                 |                  | 3:1 | Fallo de penal   | Marcelo Moreno Martins |
| Alejandro Gómez | Acierto de penal | 4:1 |                  |                        |

| Amonestado | 44' | Junior Sornoza |
| Amonestado | 90' | Moisés Ramírez |

| Árbitro             | Rade Obrenovič       |
| Árbitros asistentes | Tomaž Klančnik       |
| Árbitros asistentes | Aleksandar Kasapovič |
| Cuarto árbitro      | Simone Sozza         |

|                             |
| Bandera de España           |
| Campeón Sevilla 1.er título |